# Kwa
|  | Per a altres significats, vegeu «llengües kwa». |

Kwa és un riu de Myanmar que forma una part de la frontera de l'estat Rakhine amb la divisió d'Ayeyarwady. Neix a la part occidental de la serralada d'Arakan Yoma i corre al sud-sud-oest durant uns 35 km i després a l'oest durant uns 15 km i després nord-nord-oest mer altres 15 fins a desaiguar a la badia de Bengala prop del poble de Kwa que li dona nom.